# Bernoulliho nerovnost
Bernoulliho nerovnost je využívána při dokazování složitějších matematických vět. Samotná nerovnost má tvar

{\displaystyle (1+x)^{n}\geq 1+nx\,;\quad n\in \mathbb {N} ,x\in [-1;+\infty )}

## Důkaz
Důkaz Bernoulliho nerovnosti vyžaduje základy dokazování matematickou indukcí. V prvním kroku se ověří platnost pro první přirozené číslo {\displaystyle n=1}. Dostaneme {\displaystyle 1+x=1+x}, což je zřejmá pravda. Indukční předpoklad je tedy platnost
{\displaystyle (\,{\text{i}}\,)\qquad (1+x)^{k}\geq 1+kx}

Po splnění výše uvedených podmínek. Ve druhém kroku se snažíme z pravdivosti (i) odvodit platnost
{\displaystyle (\,{\text{ii}}\,)\qquad (1+x)^{k+1}\geq 1+(k+1)x}

Tvar nerovnosti (ii) lze přepsat na tvar

{\displaystyle (1+x)^{k}\geq {\frac {1+kx+x}{1+x}}}

Nyní je třeba dokázat, že platí

{\displaystyle 1+kx\geq {\frac {1+kx+x}{1+x}}}

Po úpravě dospějeme ke tvaru {\displaystyle kx^{2}\geq 0} z něhož lze vypozorovat, že původní nerovnost platí.

## Použití nerovnosti při důkazech
Příkladem může být důkaz o existenci limity posloupnosti 

{\displaystyle \left\{\left({\frac {n+1}{n}}\right)^{n}\right\}_{n=1}^{\infty }}

Přičemž je třeba dokázat omezenost a monotónnost této posloupnosti.